# Pierina Morosini
Pierina Morosini, född 7 januari 1931 i Fiobbio i provinsen Bergamo, Italien, död 6 april 1957 i Fiobbio, var en italiensk jungfru och martyr. Hon var medlem av den katolska aktivistorganisationen Azione Cattolica. Pierina Morosini vördas som salig inom Romersk-katolska kyrkan. Hennes minnesdag firas den 6 april.

## Biografi
En dag när den 26-åriga Pierini Morosini var på väg hem från sitt fabriksarbete, attackerades hon av en man som försökte våldta henne. Hon kämpade emot, och blev då ihjälslagen.
Pierina Morosini saligförklarades av påven Johannes Paulus II den 4 oktober 1987 tillsammans med Antonia Mesina och Marcel Callo.

## Bilder
| - Saliga Pierina Morosinis sarkofag. |